# Норт-Платт

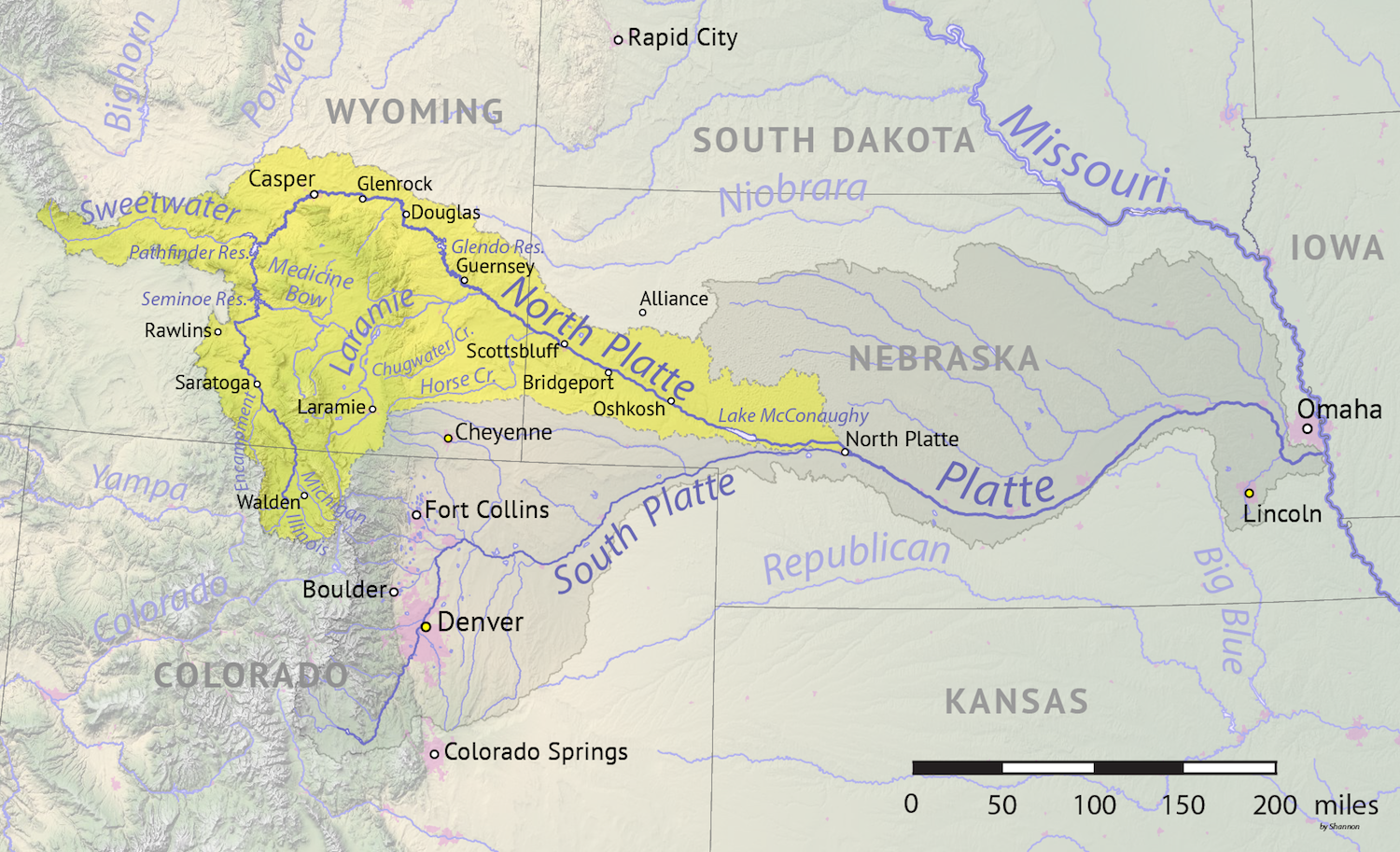

Норт-Платт (англ. North Platte River) — река в штатах Колорадо, Вайоминг и Небраска, США. Наряду с рекой Саут-Платт, является одной из двух составляющих реки Платт, несущей свои воды в реку Миссури. Составляет 1152 км в длину; площадь бассейна — 80 031 км². Средний расход воды в районе города Лиско, округ Гарден, штат Небраска, составляет 38 м³/с.
Берёт начало в Скалистых горах на севере штата Колорадо, на территории округа Джэксон. Высота истока — 2454 м над уровнем моря. В округе Джексон собирает множество горных потоков с преимущественно снеговым питанием и течёт на север через каньон Нортгейт, вдоль западной границы хребта Медисин-Боу, пересекая границу со штатом Вайоминг. В Вайоминге и Колорадо река довольно узка и имеет быстрое течение. В верхнем течении на реке располагаются водохранилища Семино и Патфайндер. В районе водохранилища Семино река принимает приток Медисин-Боу, а в районе водохранилища Пасфайндер — крупный приток Суитуотер. Ниже второй плотины река меняет направление течения на северо-восточное, протекая между хребтами Гранит-Маунтинс (на западе) и Ларами (на востоке). Ниже города Каспер река поворачивает на восток и течёт вдоль северной оконечности хребта Ларами. Немногим выше города Дуглас Норт-Платт поворачивает на юго-восток. Здесь на реке располагаются водохранилища Глендо и Гернси. Принимает крупный приток Ларами и пересекает границу со штатом Небраска, протекая между городами Скоттсблафф и Гиринг. В округе Кейт штата Небраска на реке располагается водохранилище Мак-Коноги (McConaughy Lake). Плотина Кингслей, сформировавшая водохранилище, строилась между 1935 и 1941 годами. Ниже плотины течёт почти параллельно реке Саут-Платт, при этом расстояния между ними в некоторых местах составляет лишь около 8 км. Сливается с рекой Саут-Платт к востоку от города Норт-Платт, в округе Линкольн. Высота устья — 843 м над уровнем моря.